# Isoroku Yamamoto
Isoroku Yamamoto (山本 五十六, Yamamoto Isoroku, Nagaoka, 4 de abril de 1884 – Panguna, 18 de abril de 1943) foi um importante almirante japonês que criou os planos de ataque a Pearl Harbor, durante a Segunda Guerra Mundial.

## Biografia
Nascido a 4 de abril, sexto filho do diretor de uma escola, foi posto para adoção. Foi adotado pela família Yamamoto. Em 1919, deixou o Japão e entrou para a Universidade de Harvard nos Estados Unidos. Essa experiência o fez discordar de uma eventual guerra contra os Estados Unidos, ardorosamente defendida pelos militares japoneses.
Em 1939, para sua surpresa, foi nomeado Almirante mesmo sendo contra a guerra com os americanos e foi ignorado quanto a urgência de uma declaração de guerra antes do ataque em Pearl Harbor. Imediatamente, ponderou sobre os novos paradigmas da guerra naval. "Sob meu comando...", disse ele ao ser empossado, "...dar-se-á prioridade ao treinamento aéreo", ou seja, Yamamoto defendia ardorosamente o uso de porta-aviões em operações avançadas. Assim sendo, planejou o ataque a Pearl Harbor, perpetrado na manhã de 7 de dezembro de 1941, que desencadeou uma mobilização político-industrial-militar irresistível para o Império Japonês.

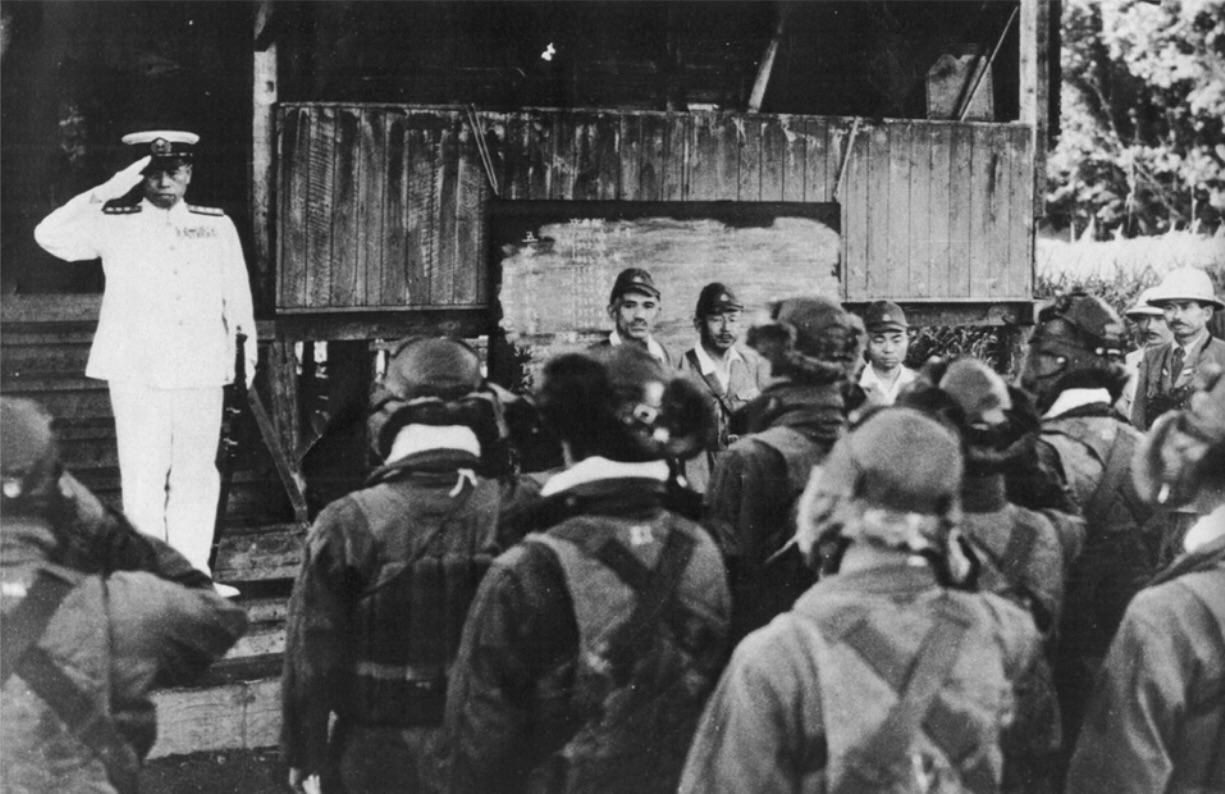
Última imagem de Yamamoto em vida, saudando os pilotos em Rabaul, feita horas antes de sua morte.

Pouco mais de seis meses depois, Yamamoto sofreria uma derrota de proporções catastróficas na Batalha de Midway. Nesta, foram afundados os porta-aviões Akagi, Kaga, Hiryū e Sōryū – todos veteranos de Pearl Harbor. Somente Yamamoto foi o único não-germânico a ganhar a Cruz de Ferro com Folhas de Carvalho e Espadas pelo sucesso do Ataque a Pearl Harbor.[carece de fontes?]

### Morte
Yamamoto não viveu para testemunhar a derrota japonesa. Em 1943, a 18 de abril, de manhã cedo, morre ao dirigir-se para a inspecção de bases militares. Seria uma visita de inspeção a várias bases nas Ilhas Salomão. A visita duraria um dia e pretendia elevar o moral das tropas e ao mesmo tempo inspecionar as bases sob seu comando.
No entanto a 8ª Frota Japonesa havia difundido uma mensagem sobre o seu itinerário. Tal mensagem, cifrada no Código JN-25, utilizado nas comunicações militares e das grandes unidades navais, havia sido interceptada e decifrada pela Marinha Americana.
Com a mensagem em mãos o almirante Chester W. Nimitz e seu estado maior analisaram a oportunidade e a possibilidade de realizar um ataque contra a formação que o conduziria. Tal ataque ficou conhecido pelo codinome "Operação Vingança".
O avião em que seguia foi interceptado por 16 caças Lockheed P-38 Lightning americanos comandados pelo major Mitchell, comandante do 339.º Esquadrão de Caças baseado em Guadalcanal, e foi abatido, caindo nas selvas da ilha de Bougainville, no arquipélago das Ilhas Salomão.
Yamamoto seguia com mais dois oficiais de alta patente num bombardeiro Mitsubishi G4M, com uma escolta de dois grupos de caças A6M Zero. No dia seguinte, seu corpo foi resgatado por uma patrulha australiana, a causa de sua morte foram ferimentos a bala  e, ele ainda tinha sua espada em mãos.

No Japão, apesar da morte de Yamamoto ter ocorrido no dia 18 de abril, o povo japonês somente foi informado da morte em 21 de maio. Ele foi substituído no comando da Frota Combinada pelo almirante Mineichi Koga, seu amigo pessoal. A morte de Yamamoto foi um duro golpe para o moral do Japão.

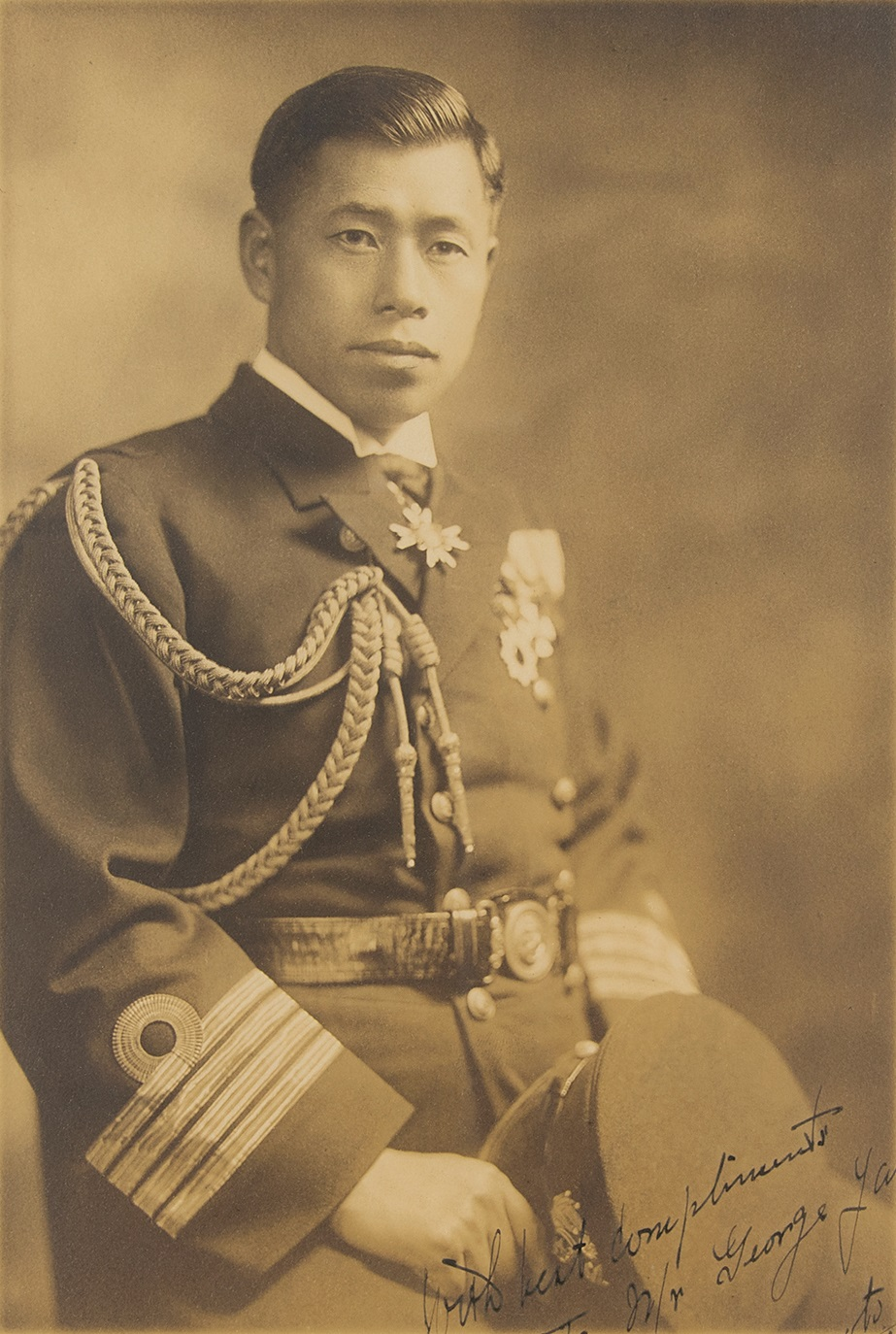
Capitão Isoroku Yamamoto, 30 de janeiro de 1928